# Staphorst
Staphorst (nederländsk lågsaxiska: Stappest eller Stapper) är en kommun i provinsen Overijssel i Nederländerna. Kommunens totala area är 135,69 km² (där 1,70 km² är vatten) och invånarantalet är 17 261 invånare (2021).